# Ricardo Arona
Ricardo Arona (ur. 17 lipca 1978) − brazylijski grappler i zawodnik mieszanych sztuk walki (MMA). Zdobywca tytułów mistrza świata w brazylijskim jiu-jitsu i submission fightingu. Jako zawodnik MMA był mistrzem Fighting Network Rings w wadze średniej i wicemistrzem turnieju PRIDE 2005 Middleweight Grand Prix.

## Osiągnięcia

### Mieszane sztuki walki
- 2005 Pride Middleweight Grand Prix − 2. miejsce
- 2001–2002: Mistrzostwo RINGS w wadze średniej

### Grappling
- 2001 Mistrzostwa Świata ADCC w submission fightingu − 1. miejsce w kat. do 99 kg i 1. miejsce w klasie absolutnej
- 2000 Mistrzostwa Świata ADCC w submission fightingu − 1. miejsce w kat. do 99 kg
- 2000 Mistrzostwa Świata CBJJ w brazylijskim jiu-jitsu − 1. miejsce w wadze ciężkiej (kat. czarnych pasów)
- 1999 Mistrzostwa Świata CBJJ w brazylijskim jiu-jitsu − 1. miejsce w wadze ciężkiej i 2. miejsce w klasie absolutnej (kat. brązowych pasów)
- 1998 Mistrzostwa Świata CBJJ w brazylijskim jiu-jitsu − 1. miejsce w wadze ciężkiej (kat. purpurowych pasów)